# Kleine Karoo

In geel: de Kleine Karoo

De Kleine Karoo is een landstreek in de provincie West-Kaap van Zuid-Afrika. De streek ligt ten noorden van het Outeniqualand en wordt daarvan gescheiden door de Outeniquabergen. Deze vormden lang een aanzienlijk obstakel voor de ossenwagens van de kolonisten tot er een aantal passen aangelegd werden zoals de Cradockpas, de Montagupas en de Outeniquapas. Verder westelijk wordt de Kleine Karoo door de Langebergen begrensd.
Aan de noordkant wordt de streek begrensd door de Swartberge die de scheiding vormen met de Centrale Karoo en de rest van de Karoo. Ook deze bergreeks vormde lang een obstakel. Een belangrijke pas erdoor is de Meiringspoort.
In de Kleine Karoo liggen de plaatsen Oudtshoorn (de hoofdplaats), Ladismith, Calitzdorp en De Rust. Er liggen ook voormalige zendingsplaatsen zoals Zoar, Amaliënstein, Barrydale en Dysseldorp. De Olifantsrivier is de voornaamste rivier die door het gebied stroomt. De Cangogrotten vormen er een bekende bezienswaardigheid.
Hoewel de streek maar 30 km verder landinwaarts ligt is de regenval maar 300 mm per jaar, waardoor het nodig is zuinig met water om te springen. De streek ligt in de regenschaduw van de Outeniquabergen en is daardoor een stuk droger dan de kuststreek van het Outeniqualand met zijn Tuinroute, maar er zijn bomen en bloeiende planten te over.  Er wordt ook fruit en wijn verbouwd, maar traditioneel is de streek vooral bekend voor zijn struisvogelhouderij.

## Stuisvogels

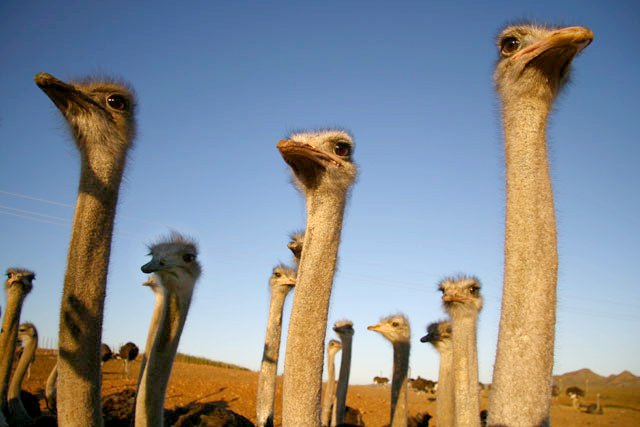
Een struisvogelboerderij

De struisvogelhouderij van de Kleine Karoo heeft veel hoogte- en dieptepunten gekend. De grote bloeitijd viel tussen 1875 en 1880 toen struisveren bijzonder in de mode waren bij rijke dames in Europa. Het gevolg was overproductie. In 1885 waren er vreselijke overstromingen in het gebied en de vraag naar veren in Europa stortte ineen. Het duurde tot na de Tweede Boerenoorlog tot de vraag terugkwam. De jaren 1902 tot 1913/14 waren de grootste bloeitijd, maar daarna kwam weer een ineenstorting, mogelijk omdat de auto (zonder dak) steeds populairder werd en het dragen van uitgebreide hoofddeksels met struisveren daar niet goed mee samenging. Tegenwoordig wordt er in het district Oudshoorn nog steeds 30.000 kg veren geproduceerd, maar het gaat nu vaak meer om andere producten. Het rode vlees is erg mager en gezond, de eieren worden gegeten, de schaal is een verzamelobject en van het leer worden laarzen of zelfs meubelbekleding gemaakt. Ook zijn de stuisvogelboerderijen een gewilde toeristenattractie.

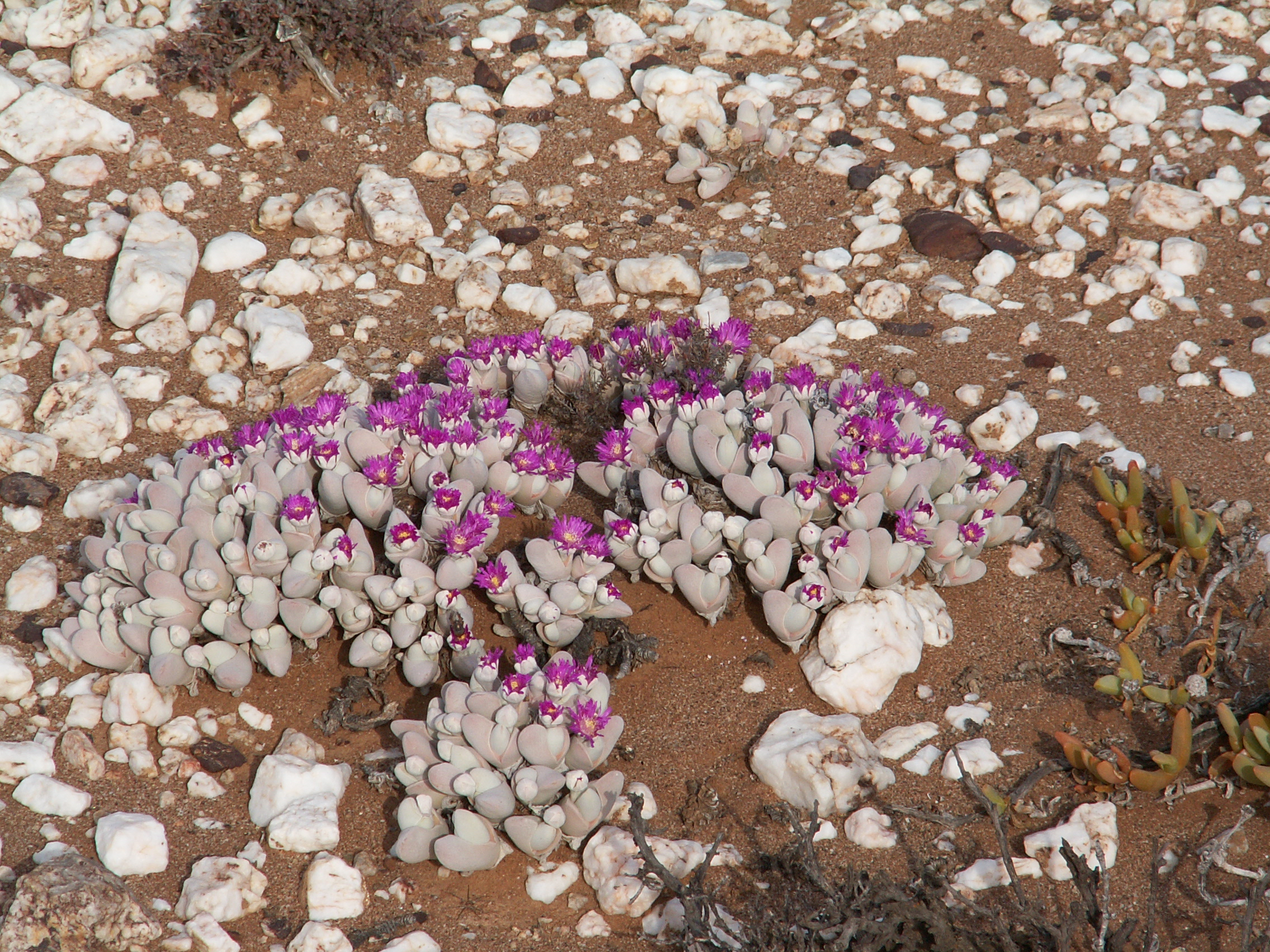
Gibbaeum pubescens - visbekvijgje

De streek rond Oudtshoorn droeg in 2011 zo'n twee miljard rand bij tot de Zuid-Afrikaanse economie. Door de vogelgriep kwam er echter een tegenslag omdat Europa zijn grenzen sloot tegen rauw struisvogelvlees, dat ongeveer de helft van de uitvoer uitmaakte. Sinds 2015 geeft het bedrijf weer een opgaande lijn te zien.

## Flora en fauna
De streek staat bekend om zijn succulenten en een zeldzame proteasoort, de kleindensuikerbos (Protea aristata) die alleen hier voorkomt en een tijdje uitgestorven gewaand was. Er zijn bergkwagga's in Gamkaberg en een aantal antilopes zoals de klipspringer en de steenbok. Een aanzienlijk deel van de Kleine Karoo wordt tot de ecoregio van de Succulenten-Karoo gerekend en is rijk aan endemische soorten minatuurvetplanten, vooral van het geslacht Gibbaeum.

## Natuurreservaten
Er zijn een aantal natuurreservaten:
- Gamkaberg
- Sanbona
- Anysberg